# Nová Olešná
Pour les articles homonymes, voir Olešná.
Nová Olešná (jusqu'en 1947 : Německá Olešná ; en allemand : Deutsch Wolleschna) est une commune du district de Jindřichův Hradec, dans la région de Bohême-du-Sud, en République tchèque. Sa population s'élevait à 135 habitants en 2020.

## Géographie
Nová Olešná se trouve à 12 km à l'est-nord-est de Jindřichův Hradec, à 55 km au nord-est de České Budějovice et à 113 km au sud-est de Prague.
La commune est limitée par Strmilov au nord et à l'est, par Střížovice au sud, et par Blažejov et Bednárec à l'ouest.

## Histoire
La première mention écrite du village date de 1379.

## Source
- (cs) Cet article est partiellement ou en totalité issu de l’article de Wikipédia en tchèque intitulé « Nová Olešná » (voir la liste des auteurs).